# باتريسيا سميث (ممثلة)
باتريسيا سميث (بالإنجليزية: Patricia Smith)‏ هي ممثلة أمريكية، ولدت في 20 فبراير 1930 في نيو هيفن في الولايات المتحدة، وتوفيت في 2 يناير 2011 في لوس أنجلوس في الولايات المتحدة بسبب السكري.

## أعمال

### أفلام
- (1973) إنقاذ النمر

## وصلات خارجية
- باتريشيا سميث على موقع IMDb (الإنجليزية)
- باتريشيا سميث على موقع تيرنر كلاسيك موفيز (الإنجليزية)
- باتريشيا سميث على موقع قاعدة بيانات برودواي على الإنترنت (الإنجليزية)
- باتريشيا سميث على موقع قاعدة بيانات الفيلم (الإنجليزية)